# Den helige Marouns kyrka
Den helige Marouns kyrka, tidigare Sätra kyrka eller Sätrakyrkan, är en kyrkobyggnad på Kungssätravägen 16 i den sydvästra Stockholmsförorten Sätra.

## Historik
Kyrkan uppfördes 1966 för Svenska kyrkan. 1966 - 2012 tillhörde Sätra kyrka Skärholmens församling i Stockholms stift. Sätra kyrka var den första samarbetskyrkan mellan EFS och Svenska kyrkan.
Kyrkan användes under inspelningen av Tre Kronor, en TV-serie som visades på 1990-talet av TV4.
2012 såldes kyrkan till Stockholms katolska stift.

## Kyrkobyggnaden
Kyrkan är uppförd efter ritningar av arkitekt Lennart Erkhammar. Kyrkobyggnaden har en kvadratisk planform och en stomme av betong. Ytter- och innerväggar är vitreveterade. Yttertaket är ett pulpettak belagt med kopparplåt. Sidoväggarna har stora höga fönster som släpper in mycket ljus till kyrkorummet. I våningen under kyrkorummet finns en samlingssal med kök.
Intill kyrkan finns en fristående klockstapel i vilken tre klockor hänger.

## Inventarier
- Predikstol, dopfunt och altare är tillverkade av träslaget Oregon pine. Tidigare predikstol, dopfunt och altare var gjorda av betong och hade ytor av stenflis.
- En Allen digitalorgel med 32 stämmor tillkom 2001.

## Verksamhet
Kyrkan är namngiven efter den syrianska munken Maron († 410), vars rörelse (Syriansk-maronitiska katolska kyrkan i Levanten med missionsprovinser) i sin tur är uppkallad efter.
Kyrkan används av Maronitiska kyrkan, en av de östliga katolska kyrkorna som utgör en del av den romersk-katolska kyrkan. Dess svenska del kallas även Östkatolska syrisk-maronitisk katolska kyrkans missionsprovins i Sverige.
Kristus konungens institut har sedan 2015 i Marouns kyrka firat den äldre romerska mässformen på latin.
I kyrkan samlas även arabisktalande katoliker, vilka liksom Maronitiska kyrkan, är två av den Katolska kyrkans så kallade Orientaliska katolska kyrkor.

## Galleri

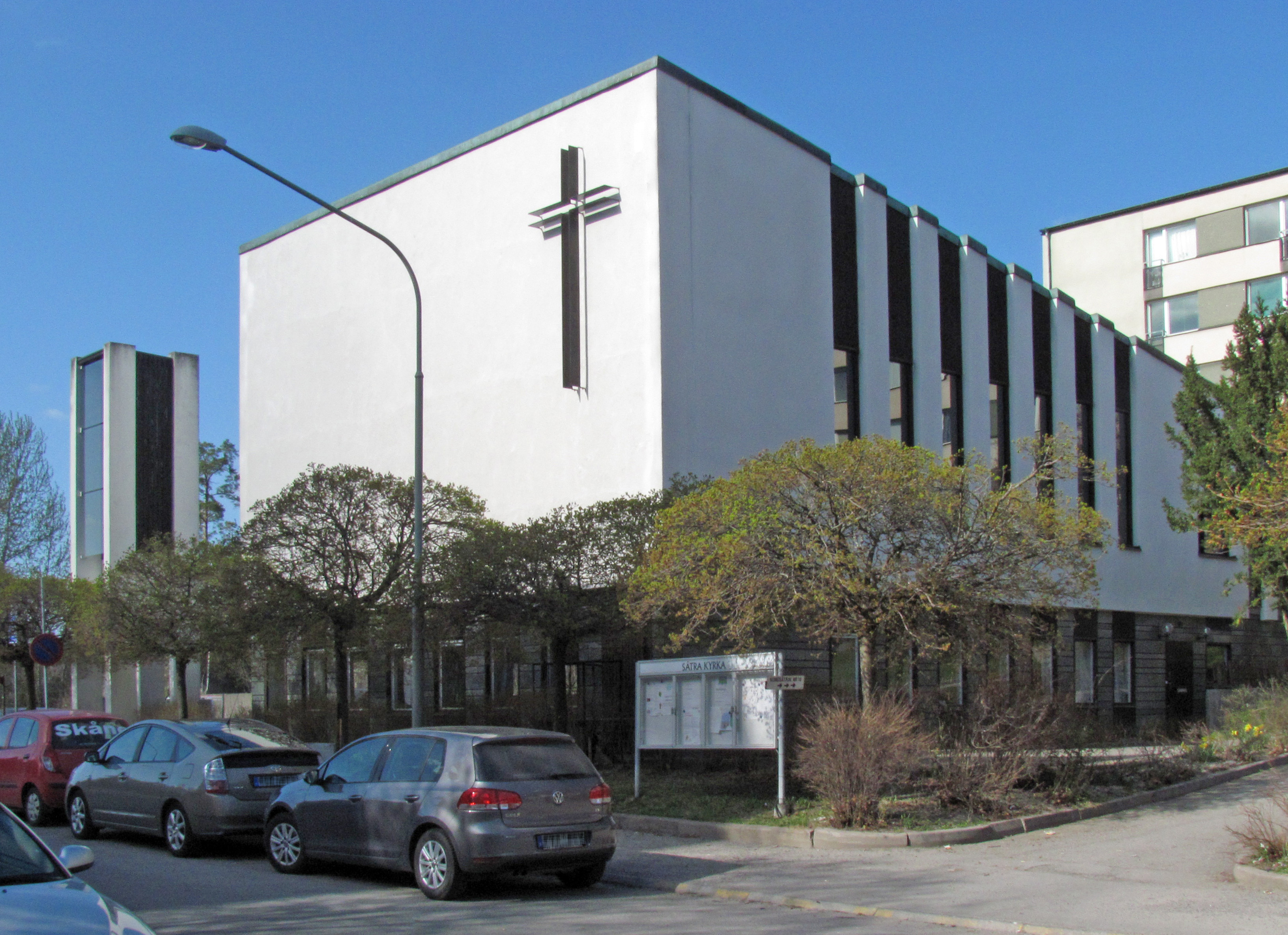
Kyrkan sedd från söder
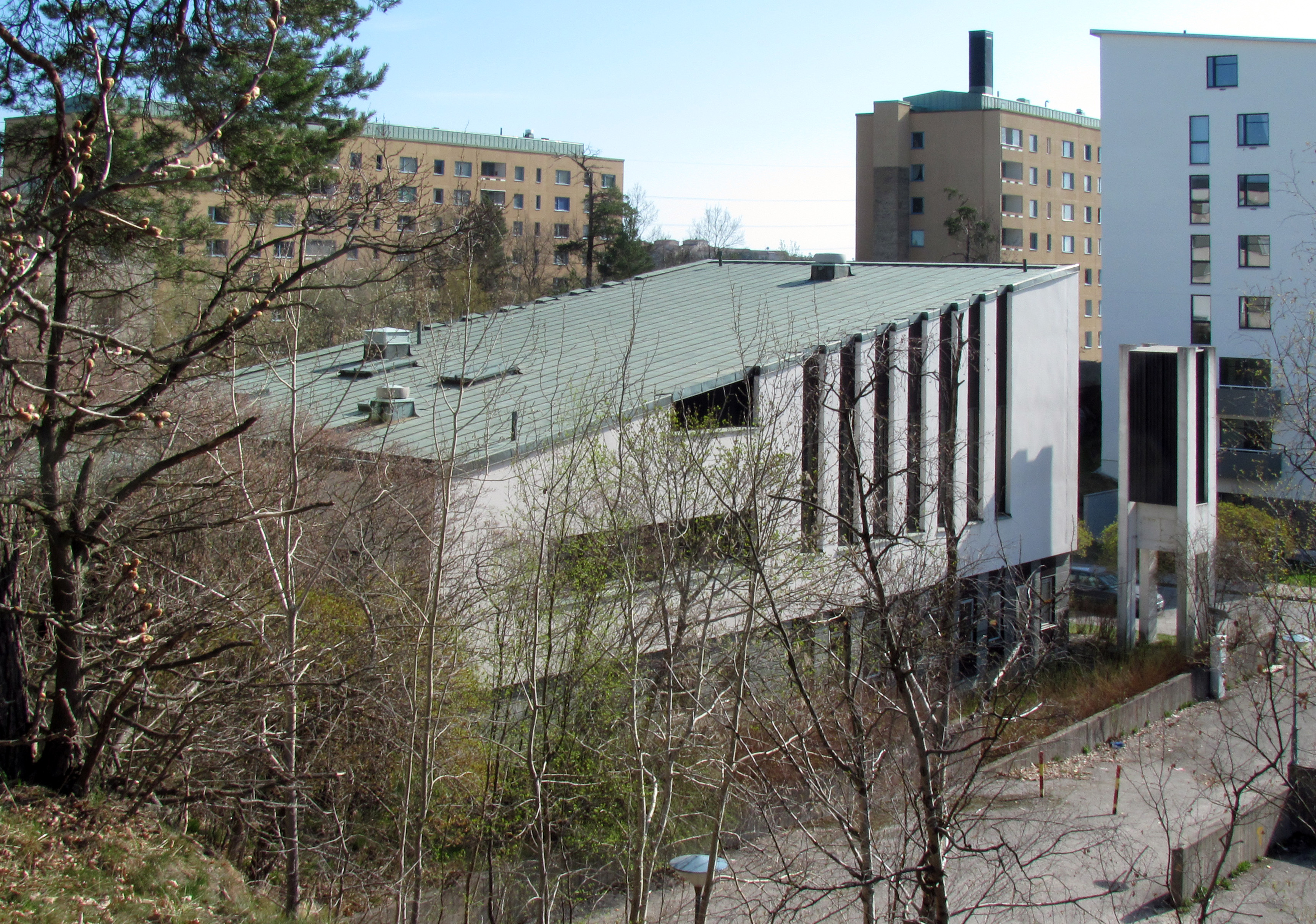
Kyrkan sedd från norr

### Webbkällor
- Katolska kyrkan / Den Helige Marouns kyrka
- Meronitiska Missionen
- Sätrakyrkan säljs till Maronitiska kyrkan (Katolska kyrkan)
- Katolska kyrkan / Arabisktalande katoliker